# Pulpí
Pulpí là một đô thị thuộc tỉnh Almería, ở cộng đồng tự trị Andalusia, Tây Ban Nha. Đô thị này có diện tích 96 km², dân số năm 2005 là 7600 người.

## Biến động dân số
| 1999  | 2000  | 2001  | 2002  | 2003  | 2004  | 2005  |
| ----- | ----- | ----- | ----- | ----- | ----- | ----- |
| 5,375 | 5,477 | 5,997 | 6,492 | 7,353 | 7,368 | 7,600 |

Nguồn: INE (Tây Ban Nha)